# Оропендолы
Оропендолы (лат. Psarocolius) —  род птиц из семейства трупиаловых.

## Описание
Все представители рода являются крупными птицами и превосходят по размерам других трупиаловых, имеют массивный клюв конической формы и длинный хвост. Самцы обычно крупнее самок.
Ноги тёмные, клюв обычно либо бледно-жёлтый, либо с красным кончиком и зелёным или чёрным основанием. У нескольких видов также имеется голубое или розовое голое пятно на щеке.

## Поведение в дикой природе
Обитают в лесах или в более открытых лесных массивах. Гнёзда большого размера, вьются на деревьях, свисают с конца ветки.
Питаются крупными насекомыми и фруктами. 

## Виды
В состав рода включают 9 видов:
- Psarocolius wagleri (Gray, 1845) — Каштановогорлая оропендола
- Psarocolius angustifrons (Spix, 1824) — Узкоклювая оропендола
- Psarocolius atrovirens (Lafresnaye & D’Orbigny, 1838) — Зеленоклювая оропендола
- Psarocolius decumanus (Pallas, 1769) — Хохлатая оропендола
- Psarocolius viridis (Müller, 1776) — Зелёная оропендола
- Psarocolius bifasciatus (Spix, 1824) — Амазонская оропендола
- Psarocolius montezuma (Lesson, 1830) — Оропендола-Монтецума
- Psarocolius guatimozinus (Bonaparte, 1853) — Чёрная оропендола
- Psarocolius cassini (Richmond, 1898 — Каштановая оропендола